# Колодязний Андрій Олегович
Андрі́й Оле́гович Колодя́зний (1997—2024) — молодший сержант збройних сил України, учасник російсько-української війни. Герой України (2025, посмертно).

## Життєпис
Народився 10 січня 1997 року в місті Сарни. Після закінчення школи навчався в Сарненському професійному аграрному ліцеї. Здобув фах слюсаря з ремонту автомобілів. Їздив на заробітки до Києва. Деякий час працював в Естонії.
У серпні 2022 року долучився до Сил оборони України. Пройшов військові навчання в Великобританії. Проходив службу в 81-й аеромобільній бригаді. 
Загинув 14 квітня 2024 в районі населеного пункту Білогорівка Луганської області.

## Нагороди
- Звання Герой України з удостоєнням ордена «Золота Зірка» (2 січня 2025, посмертно) — за особисту мужність і героїзм, виявлені у захисті державного суверенітету та територіальної цілісності України, самовіддане служіння Українському народові[2].
- Орден «За мужність» III ступеня (2024, посмертно) — за особисту мужність, виявлену у захисті державного суверенітету та територіальної цілісності України, самовіддане виконання військового обов'язку[3].